# Сметанин, Николай Николаевич
Никола́й Никола́евич Смета́нин (7 сентября 1950, Иваново — 26 июля 2025, Иваново) — советский и российский певец, композитор, аранжировщик, музыкальный руководитель трио «Меридиан» (Иваново). Заслуженный артист Российской Федерации (1995).

## Биография
Николай Сметанин родился в 1950 году в городе Иваново. В 1975 году вместе с Надеждой Лукашевич и Владимиром Ситановым основал студенческое трио «Меридиан», выступавшее в Иванове. В 1978 году коллектив стал профессиональным и в 1980 году начал сотрудничество с композитором Микаэлом Таривердиевым.
Сметанин был музыкальным руководителем, вокалистом, автором песен и аранжировок для трио. «Меридиан» получил всесоюзную известность, участвовал в телевизионных песенных фестивалях и концертах по всей стране.

## Творчество и стиль
Творчество Сметанина характеризуется сочетанием эстрадной мелодичности с академической гармонией. Он создавал песни для трио, многие из которых исполнялись в его аранжировке и получили популярность в 1980-е годы. Также писал песни для детских коллективов и фестивалей в 1990‑е годы.

## Смерть
Николай Сметанин скончался 26 июля 2025 года в Иванове на 75-м году жизни. Прощание состоялось 28 июля в Ивановской филармонии.